# Nicolas Peifer
Nicolas Peifer (Sarreguemines, 18 tháng 10 năm 1990) là vận động viên quần vợt xe lăn Pháp. Anh thi đâu ở cả nội dung đơn lẫn đôi.
Năm 2007 Peifer vô địch Junior Masters.

## Vô địch Grand Slam

### Đôi
- Pháp Mở rộng: 2011 (với Kunieda)
- Giải quần vợt Mỹ Mở rộng: 2011 (với Houdet)
- Wimbledon: 2015 (với Fernández)